# Dorotheanthus clavatus
Dorotheanthus clavatus là một loài thực vật có hoa trong họ Phiên hạnh. Loài này được (Haw.) Struck mô tả khoa học đầu tiên năm 1998.